# Vajji

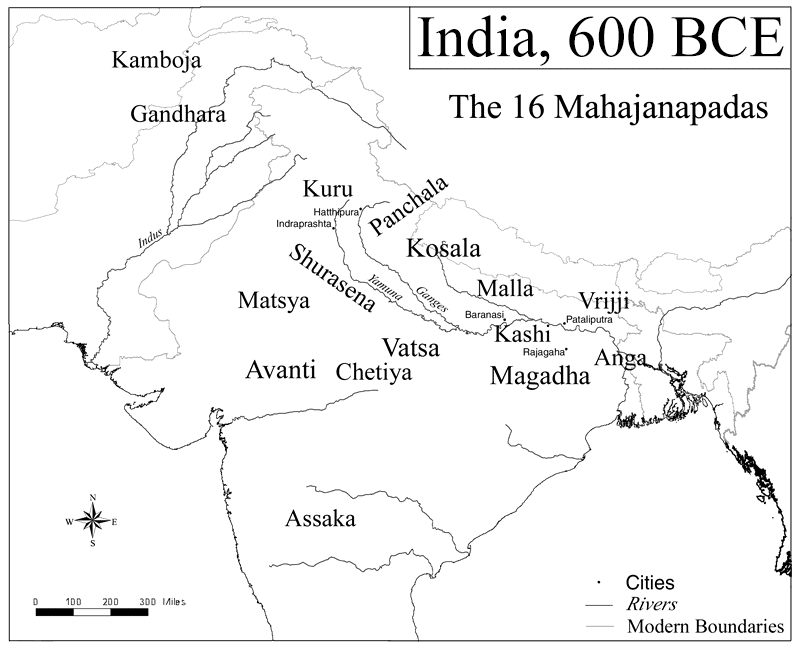
El mahajanapada de Vajji o Vrijji

Vajji (sànscrit: Vṛji: sànscrit: Vṛji) o Vrijji fou una confederació de clans establerts propers un de l'altra, incloent-hi els Licchavis, que va formar un dels setze mahājanapades de l'Índia Antiga. L'àrea que van governar constitueix la regió de Mithila al nord de Bihar i la seva capital era la ciutat de Vaishali.
Tant el text budista Anguttara Nikaya com el text jainista Bhagavati Sutra (Saya xv Uddesa I) inclouen Vajji en les seves llistes dels solasa (setze) mahājanapades. El nom d'aquest mahājanapada va ser derivat d'un dels seus clans governants, el Vṛjis. L'estat de Vajji fou una república. Aquest clan és esmentat per Pāṇini, Chanakya i Xuanzang.

## El territori

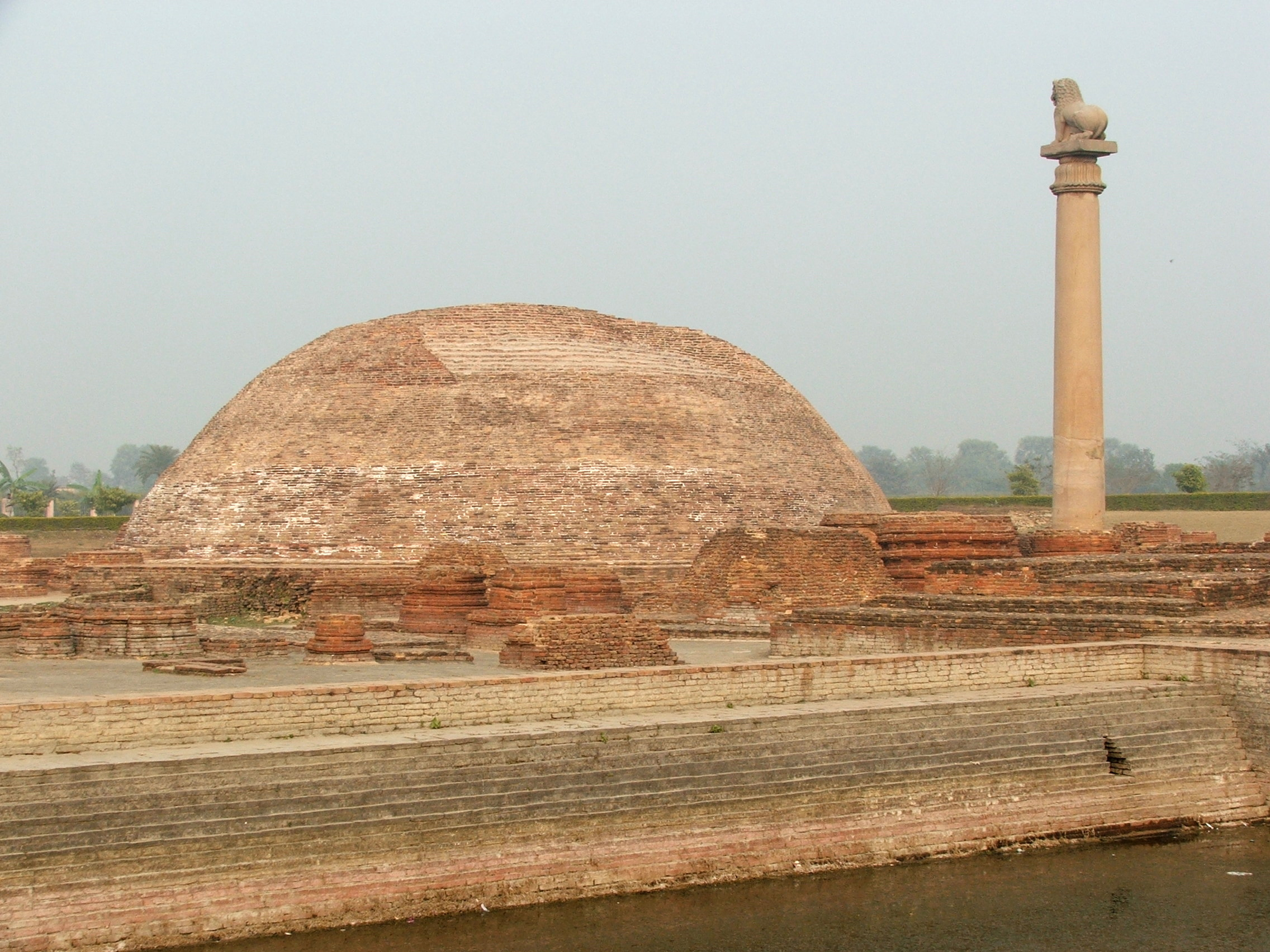
Stupa d'Ananda, amb un pilar d'Asoka, a Vaishali, la ciutat capital

El territori de Vajji estava localitzat al nord del Ganges, a Bihar i s'estenia fins a la regió de Madhesh. A l'oest tenia el riu Gandaki que era probablement la frontera amb el mahajanapada deMallaraixtra i possiblement també el separava del de Kosala; a l'est, el seu territori probablement s'estenia fins a les selves al llarg de les conques dels rius Koshi i Mahananda; pel nord arribava fins a les muntanyes del Nepal. La capital d'aquest mahājanapada era Vaishali. Altres ciutats i poblacions importants foren Kundapura o Kundagrama (un suburbi de Vaishali), Bhoganagara i Hatthigama.

## Clans governants
Vajji era un confederacy dels vuit clans (atthakula) dels que els Vrijjis, els Licchavis, els Jñatrikes i els Videhes eren el més importants. Manudeva fou un rei famós dels Licchavi que va desitjar a Amrapali després que la va veure ballant a Vaishali.
Les identitats d'els altres quatre clans no són segurs. Tanmateix, en un passatge del Sutrakritanga, els Ugres, els Bhoges, els Kauraves i els Aikshvakas estan associats amb els Jñatrikes i Licchavis com a súbdits del mateix governant i membres de la mateixa assemblea.

## Administració
L'estat fou conegut com la Vajji Sangha "Confederació Vajji”, consistit de diversos janapades, grames (pobles) i gosthes (grups). Persones eminents eren escollides de cada khanda (districte) com a representants al Vajji gana parishad o sigui el "Consell del poble de Vajji”. Aquests representants eren anomenats gana mukhyas. El president del consell portava el títol de ganapramukha però sovint se'l esmentava com a rei tot i que el seu càrrec no era ni dinàstic ni hereditari. Els altres executius eren el mahabaladhrikrita (un ministre de seguretat interna), el binishchayamatya o cap de justícia, el dandadhikrita (altres justícies) etc.
La capital era Vaishali, una prospera ciutat (avui Basarh a Muzaffarpur). En la introductòria del Ekapanna Jataka, Vaishali és descrita com rodejada d'una triple muralla amb tres portes amb torres de vigilància. Els principal gosthes (grups) eren els Licchavis, Malles i Śakyas. Al voltant del 600 aC, els Licchavis era deixebles de Mahavira i Gautama Buda. Durant la seva vida tant Mahavira com Gautama Buda van visitar Vaishali diverses vegades. El videhes tenien capital a Janakapura a Mithila. Els jnatrikes tenien capital a Kundapura o Kundagrama-Kollaga (un suburbi de Vaishali); Mahavira era membre d'aquest clan. Els licchavis eren kxatriyes i es governaven per un cos de 7.707 rages que al seu torn tenien uprages, senapatis i bhandagarikes (tresors); l'assemblea general (sabha) es reunia al santhagara; el poder executiu estava en mans de vuit aixtakules (probablement un membre per cada clan o kula); van formar una confederació amb 9 malles i 18 gana-rages de Kashi-Kosala; segons la tradició van atacar a Magadha on era rei Bimbisara (542-492 aC) però la guerra va acabar amb una aliança entre el rei de Magadha i el clan Licchavi; però més tard Ajataixatru (fill i successor de Bimbisara) va destruir la confederació.